# David Milch
David Sanford Milch (nacido el 23 de marzo de 1945 en Buffalo, Nueva York) es un director y escritor de televisión estadounidense. Ha producido varios programas de televisión, incluyendo NYPD Blue (junto con Steven Bochco ) y Deadwood . 
Milch padece trastorno bipolar. Fue diagnosticado con la enfermedad de Alzheimer en 2017. 
- Datos: Q1175673
- Multimedia: David Milch / Q1175673